# Merionoeda andrewesi
Merionoeda andrewesi är en skalbaggsart som beskrevs av Charles Joseph Gahan 1906. Merionoeda andrewesi ingår i släktet Merionoeda och familjen långhorningar. Inga underarter finns listade i Catalogue of Life.